# Nextjet
Nextjet – nieistniejąca szwedzka linia lotnicza z siedzibą w Frösundavik, w Sztokholmie.
16 maja 2018 ogłosiła zakończenie działalności po odwołaniu przez szwedzką agencję transportową (Transportstyrelsen) licencji Nextjet w sierpniu ubiegłego roku ze względu na trudności finansowe spółki. Nextjet działał głównie na północy Szwecji, z sześcioma połączeniami w kierunku Finlandii, jednym w kierunku Norwegii i jednym w stronę Łotwy.

## Flota
Flota Nextjet.
- 3 × BAe ATP (68 miejsc)
- 2 × Beech 1900D (19 miejsc)
- 1 × Cessna 550 Citation Bravo
- 1 × Eclipse 500
- 5 × Saab 340A (33-36 miejsc)
- 2 × BAe 146